# Kham Tam Sa
Kham Tam Sa (sinh thế kỷ 14 tại Muang Sua, mất 1433 Pak Huay Luang), danh xưng hoàng gia là Samdach Brhat-Anya Chao Kama Dharmasara, là vua thứ bảy của Vương quốc Lan Xang, trị vì 5 tháng trong năm 1432.
Kham Tam Sa là con trai của Vua Samsenethai (trị vì 1372–1417) và người vợ thứ tư của ông, Chao Nang Keava Sridha (Sri Devi). Ông được dạy dỗ trong cung điện. Đầu tiên ông cai quản Mueang Pak Huay Luang và do đó nhận được danh hiệu Brhat-Anya Pak Huei Luang.
Năm 1432, ông kế vị Vua Konekham, nhưng do bị Nữ Nhiếp chính Nang Keo Phimpha bức hại nên trốn chạy về lại Pak Huei Luang. Ông chết ở đó sau một năm. Người kế vị của ông là Vua Lue Sai (trị vì 1432-1433).

## Hậu kỳ
Ông có một con trai là Chao Fa (hoàng tử) Mui Dharmakama hay Mui Ton-Kham.
Mui Ton-Kham khởi binh chống lại Vua Xaiyna Chakhaphat (Sai Tia Kaphut) định chiếm Viêng Chăn. Tuy nhiên hoàng tử thua trận và bị xử tử tại Don Chan.